# Chirosia nudisternata
Chirosia nudisternata este o specie de muște din genul Chirosia, familia Anthomyiidae, descrisă de Masayoshi Suwa în anul 1974. Conform Catalogue of Life specia Chirosia nudisternata nu are subspecii cunoscute.